# John Davis
John Davis (1550? Sandridge nedaleko Dartmouthu, Anglie – 25. prosince 1605 Indický oceán nedaleko Východní Indie dnešní Sumatry) byl anglický mořeplavec a objevitel, který ve službách  Alžběty I.  hledal cestu do Číny přes severozápadní průjezd u pobřeží severní Kanady a po neúspěšném pátrání podnikal cesty na Dálném východě.

## Výpravy
V roce 1585 se dvěma loděmi obeplul Grónsko. Poté sledoval jeho západní pobřeží a byl prvním, kdo přišel do styku s grónskými Eskymáky. Následně plul dále na západ až spatřil Baffinův ostrov a poté objevil záliv Cumberland, o kterém se domníval, že se jedná o Severozápadní průjezd. Druhá plavba nepřinesla úspěch. Při třetí plavbě v roce 1587 se dostal podél Grónska daleko na sever až 73° severní šířky. Poté pokračoval na západ, kde objevil Hallův poloostrov, a plul podél celého Labradoru na jih. Protože průjezd nenašel, vrátil se do Anglie. Další výpravy obchodníci odmítli financovat.
V roce 1591 se účastnil výpravy Thomase Cavendische při níž objevil Falklandy. V dalších letech se věnoval průzkumu moří podél Východní Indie. Při jedné z cest byl v roce 1605 zabit japonskými piráty nedaleko pobřeží Sumatry.

## Dílo
- The Worl's hydrographical description. Londýn, 1595.